# 盐城师范学院
盐城师范学院，或简称盐师 。是一所省属高等师范本科院校，位于中国江苏省盐城市。該校為1999年時，由盐城师范专科学校與盐城教育学院合并所建立。2002年，又合並了盐城商业学校。2024年获批硕士学位授予单位。
　

## 院系设置
设有文学院、法学院、马克思主义学院、历史与公共管理学院、外国语学院、音乐学院、美术与设计学院、教育科学学院、数学与统计学院、物理与电子工程学院、化学与环境工程学院、海洋与生物工程学院、药学院、城市与规划学院、体育学院、信息工程学院、商学院、湿地学院等18个二级学院。
学校现有通榆和新长两个校区。

## 知名校友
- 俞建华：原中华人民共和国海关总署署长
- 汪霞：南京大学教授[2]

## 外部連結
- 盐城师范学院官方網站 （页面存档备份，存于）